# Canoagem nos Jogos Olímpicos de Verão da Juventude de 2010 - Velocidade C1 masculino
As competições de velocidade C-1 masculino da canoagem nos Jogos Olímpicos de Verão da Juventude de 2010 foram realizadas nos dias 21 (tomada de tempo, 1ª rodada, repescagem e 3ª rodada) e 22 de agosto (quartas-de-final, semifinais e finais) no Marina Reservoir, em Singapura. A corrida teve uma extensão de 420 metros.

## Medalhistas
| Ouro   | CUB Osvaldo Sacerio Cardenas |
| Prata  | UKR Anatolii Melnyk          |
| Bronze | MEX Pedro Castañeda          |

## Tomada de tempo
| Pos. | Atleta                   | País            | Tempo           |
| ---- | ------------------------ | --------------- | --------------- |
| 1    | Isaquias Queiroz         | BRA Brasil      | 1:41.53         |
| 2    | Osvaldo Sacerio Cardenas | CUB Cuba        | 1:42.77         |
| 3    | Timofey Yemelyanov       | KAZ Cazaquistão | 1:44.21         |
| 4    | Anatolii Melnyk          | UKR Ucrânia     | 1:44.89         |
| 5    | Patryk Sokół             | POL Polônia     | 1:45.06         |
| 6    | Pedro Castañeda          | MEX México      | 1:46.64         |
| 7    | Andrei Liferi            | ROM Romênia     | 1:47.74         |
| 8    | Alexandru Tiganu         | MDA Moldávia    | 1:48.88         |
| 9    | Radoslav Kutsev          | AZE Azerbaijão  | 1:49.89         |
| 10   | Matija Buriša            | CRO Croácia     | 1:59.77         |
| 11   | Wang Xiaodong            | CHN China       | 2:02.09         |
| 12   | José Chimbumba           | ANG Angola      | 2:07.70         |
| 13   | Edgar Babayan            | ARM Armênia     | 2:23.02         |
| 14   | Dennis Soeter            | GER Alemanha    | 2:47.52         |
| 15   | Hayden Daniels           | CAN Canadá      | 3:33.76         |
|      | Alexey Volgin            | RUS Rússia      | Desclassificado |

## 1ª rodada
Os vencedores avançaram para a 3ª rodada juntamente com o canoísta primeiro colocado na tomada de tempo. Os perdedores foram para a repescagem.
| Atleta                       | Tempo   |
| ---------------------------- | ------- |
| CUB Osvaldo Sacerio Cardenas | 1:45.11 |
| CAN Hayden Daniels           | 3:29.00 |

| Atleta                 | Tempo   |
| ---------------------- | ------- |
| KAZ Timofey Yemelyanov | 1:48.29 |
| GER Dennis Soeter      | 2:53.93 |

| Atleta              | Tempo   |
| ------------------- | ------- |
| UKR Anatolii Melnyk | 1:46.61 |
| ARM Edgar Babayan   | 2:22.00 |

| Atleta             | Tempo           |
| ------------------ | --------------- |
| ANG José Chimbumba | 2:10.12         |
| POL Patryk Sokół   | Desclassificado |

| Atleta              | Tempo   |
| ------------------- | ------- |
| MEX Pedro Castañeda | 1:48.37 |
| CHN Wang Xiaodong   | 2:05.51 |

| Atleta            | Tempo   |
| ----------------- | ------- |
| ROM Andrei Liferi | 1:50.58 |
| CRO Matija Buriša | 1:59.78 |

Bateria 7
| Atleta               | Tempo   |
| -------------------- | ------- |
| AZE Radoslav Kutsev  | 1:48.33 |
| MDA Alexandru Tiganu | 1:51.08 |

## 2ª rodada (repescagem)
Os vencedores e o melhor perdedor avançaram para a 3ª rodada.
| Atleta               | Tempo         |
| -------------------- | ------------- |
| MDA Alexandru Tiganu | 1:47.83       |
| CAN Hayden Daniels   | Não completou |

| Atleta            | Tempo   |
| ----------------- | ------- |
| CRO Matija Buriša | 2:08.64 |
| GER Dennis Soeter | 2:42.83 |

Repescagem 3
| Atleta            | Tempo   |
| ----------------- | ------- |
| CHN Wang Xiaodong | 2:07.19 |
| ARM Edgar Babayan | 2:22.45 |

## 3ª rodada
Os vencedores e os dois melhores perdedores avançaram para as quartas-de-final.
| Atleta               | Tempo   |
| -------------------- | ------- |
| BRA Isaquias Queiroz | 1:44.89 |
| ARM Edgar Babayan    | 2:22.29 |

| Atleta                       | Tempo   |
| ---------------------------- | ------- |
| CUB Osvaldo Sacerio Cardenas | 1:43.44 |
| ANG José Chimbumba           | 2:11.81 |

| Atleta              | Tempo   |
| ------------------- | ------- |
| UKR Anatolii Melnyk | 1:45.84 |
| CRO Matija Buriša   | 2:01.89 |

| Atleta               | Tempo   |
| -------------------- | ------- |
| MDA Alexandru Tiganu | 1:48.70 |
| CHN Wang Xiaodong    | 2:02.75 |

| Atleta                 | Tempo   |
| ---------------------- | ------- |
| ROM Andrei Liferi      | 1:48.22 |
| KAZ Timofey Yemelyanov | 1:48.55 |

| Atleta              | Tempo   |
| ------------------- | ------- |
| MEX Pedro Castañeda | 1:49.45 |
| AZE Radoslav Kutsev | 1:54.97 |

## Quartas-de-final
Os vencedores avançaram para as semifinais.
| Atleta                       | Tempo   |
| ---------------------------- | ------- |
| CUB Osvaldo Sacerio Cardenas | 1:47.23 |
| AZE Radoslav Kutsev          | 1:52.31 |

| Atleta               | Tempo   |
| -------------------- | ------- |
| MEX Pedro Castañeda  | 1:49.74 |
| BRA Isaquias Queiroz | 1:53.21 |

| Atleta               | Tempo   |
| -------------------- | ------- |
| UKR Anatolii Melnyk  | 1:50.25 |
| MDA Alexandru Tiganu | 1:50.57 |

| Atleta                 | Tempo         |
| ---------------------- | ------------- |
| ROM Andrei Liferi      | 1:54.80       |
| KAZ Timofey Yemelyanov | Não completou |

## Semifinais
Os vencedores avançaram para a final e os pededores para a disputa do bronze.
| Atleta                       | Tempo   |
| ---------------------------- | ------- |
| CUB Osvaldo Sacerio Cardenas | 1:48.43 |
| ROM Andrei Liferi            | 2:02.06 |

| Atleta              | Tempo   |
| ------------------- | ------- |
| UKR Anatolii Melnyk | 1:51.11 |
| MEX Pedro Castañeda | 1:51.20 |

## Finais
| Pos.             | Atleta                       | Tempo   |
| ---------------- | ---------------------------- | ------- |
| Medalha de ouro  | CUB Osvaldo Sacerio Cardenas | 1:48.37 |
| Medalha de prata | UKR Anatolii Melnyk          | 1:51.17 |

| Pos.              | Atleta              | Tempo   |
| ----------------- | ------------------- | ------- |
| Medalha de bronze | MEX Pedro Castañeda | 1:53.45 |
| 4                 | ROM Andrei Liferi   | 1:54.24 |